# Рейчел Вайтред

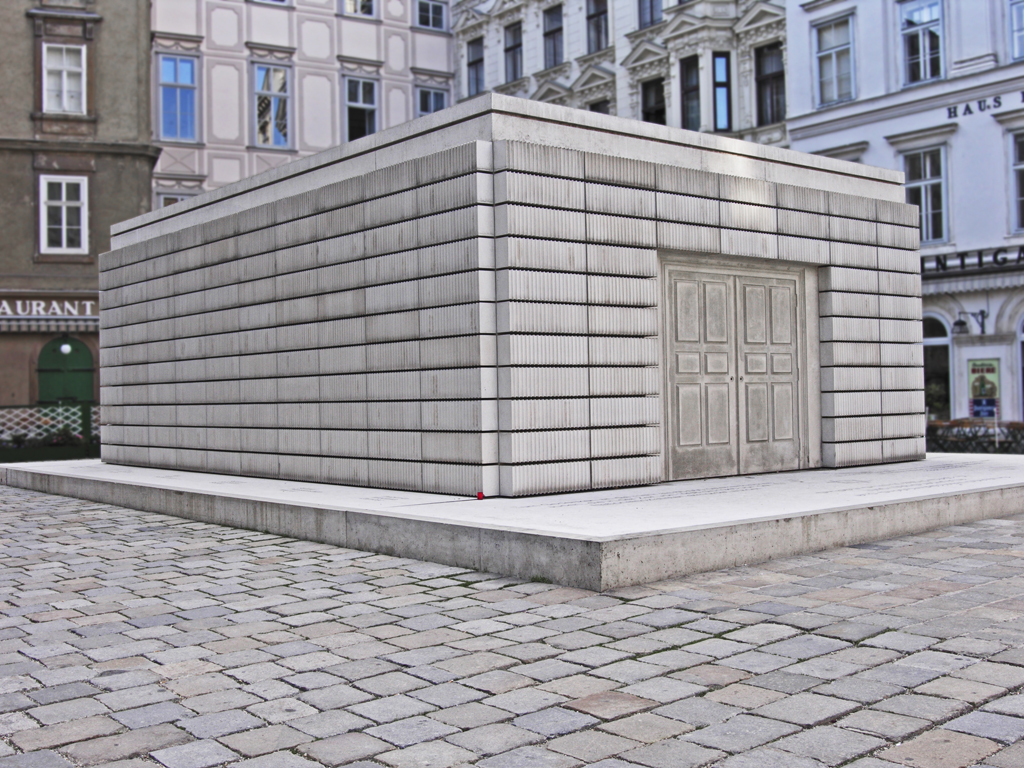
Пам'ятник жертвам Холокосту, Відень

Рейчел Вайтред (англ. Rachel Whiteread; 1963, Лондон) — англійська скульпторка, одна з Молодих британських художників.

## Біографія
Рейчел Вайтред народилася у 1963. Її мати — художниця, а тато — викладач. Молодша з трьох дочок, Рейчел до семирічного віку жила у Ессексі. Вона вивчала живопис у Брайтонський політехнічному інституті та перемкнула увагу на скульптуру, коли навчалась у Лондонській школі образотворчих мистецтв Слейда (1985—1987). Перша персональна виставка художниці відбулася 1988 року.
На початку 1990-х Вайтред привернула увагу як учасниця руху Молоді британські художники. Серед її сучасників Вайтред зарекомендувала себе як авторка інноваційних робіт, що відображають тихий, споглядальний дух, та здобула такі нагороди, як Премія Тернера 1993 року і медаль Венеційської бієнале 1997 року. Її роботи виставлялися на численних виставках в музеях і галереях в США і Європі, вона реалізувала кілька публічних проєктів.

## Творчість
Основний мотив скульптур Вайтред, в яких відсутнє зображення людини й чого б то не було живого, — замкнутий і безлюдний простір. Такою є одна з найбільш відомих її робіт — пам'ятник жертвам Голокосту (Безіменна бібліотека) на Єврейської площі у Відні (2000).
Понад двадцять років Рейчел Вайтред створює низку поетичних робіт, роблячи зліпки з викинутих побутових предметів і порожніх архітектурних просторів. Наприкінці 1980-х почала робити зліпки з предметів — ліжок, раковин, шаф, — підкреслюючи особисті аспекти домашнього побуту і відбиваючи людську присутність символічним способом. Використовуючи традиційні методи й матеріали, які зазвичай застосовуються при підготовці, а не для готової скульптури, такі як гіпс, гуми та смоли, Вайтред створює зліпки простору в, під і над об'єктами. Її мистецтво діє на багатьох рівнях: воно фіксує і надає матеріальність незнайомим просторам знайомого життя (ванна, раковина, матрац або крісло), перетворюючи домашнє в публічне, знімає повсякденні об'єкти за відсутності людини. Її практика формально пов'язана з мінімалізмом, інтелектуально — з концептуальним мистецтвом, та показує безособові, строгі та серійні об'єкти, перетворені й персоналізовані за допомогою використання. Роботи Вайтред нагадують посмертні маски, що викликають почуття втрати й особистої пам'яті.
Її ранні роботи містять автобіографічні елементи: «Shallow Breath» (1988) — зліпок простору під ліжком, схожим на ліжко, на якому художниця народилася. «Ghost» (1990) — зліпок простору кімнати, ідентичної тій, в якій Вайтред виросла. Рама вікна, камін, двері й вимикач застигли в позбавленій функціональності формі, створюючи негативний відбиток інтер'єру. Вайтред описала роботу як «муміфікацію почуття тиші в кімнаті».
Згодом Вайтред розширила сферу своїх проєктів, включивши зліпки декількох великих архітектурних просторів, зокрема інтер'єр будинку вікторіанської епохи, «House» (1993). Як і багато її невеликих робіт, «House» зберігає сліди форм, з яких він був отриманий, одночасно вказуючи на їх відсутність. Інтер'єр стає екстер'єром, логіка архітектури інвертується.

## Визнання
- Першою з жінок-художниць здобула премію Тернера (1993)
- Медаль Венеційська бієнале (1997)
- Премія Серпня Зеелинга (2007, Дуйсбург)
- Кавалерствена дама Ордена Британської імперії